# Федеральная разведывательная служба Германии
Федеральная разведывательная служба (БНД) Германии (нем. Bundesnachrichtendienst, BND) — служба внешней разведки Германии, находящаяся под контролем Ведомства федерального канцлера Германии.
Штаб-квартира находилась сначала в Пуллахе около Мюнхена. В 2017 году было закончено строительство нового комплекса зданий для данного ведомства в берлинском районе Митте, после чего начался переезд сотрудников из Пуллаха в Берлин.
БНД имеет около 300 официальных филиалов по всему миру. Штат ведомства насчитывает около 7 000 профессиональных сотрудников, из них 2 000 занято сбором разведданных за рубежом. Годовой бюджет (2009) составил 460 миллионов евро.

## Организационная структура

### Информационно-ситуационный центр (GL)
Обязанности:
- непрерывное слежение за событиями в мире;
- координация отчетности организации;
- немедленное реагирование в случае похищения германских граждан за рубежом;
- контроль деятельности разведки;
- представление интересов БНД в национальных кризисных комитетах.

### Специализированные службы поддержки (UF)
Основной задачей этих служб является сбор и обработка геоинформации. Источниками являются как изображения, полученные со спутника, так и публичная(Open Source)информация. Помимо этого, имеется ряд дополнительных технических и лингвистических услуг, предоставляемых данными средствами (подробнее на официальном сайте (англ.)).

### Регионы деятельности и внешние связи (EA)
Обязанности:
- координация отношений с другими разведывательными службами, в основном в странах НАТО;
- снабжение вооруженных сил за пределами страны.

### Техническая разведка (TA)
Этот отдел занимается перехватом и сбором информации о планах зарубежных государств. Действует в интересах Федерального правительства Германии и Вооружённых сил Германии.

### Страны региона A (LA) и региона Б (LB)
Два управления сосредоточены на политических, экономических и военных делах обозначенных стран.
Ключевые задачи отделов:
- анализ поступающей информации, составление и обновление отчетов о сложившейся ситуации в странах;
- предупреждение кризисных ситуаций;
- поддержка операций Вооруженных сил Германии за рубежом.

### Терроризм (TE)
В данный момент отдел концентрируется на борьбе с Исламистскими террористическими организациями и тремя типами организованной преступности:
- Наркоторговля
- Нелегальная миграция
- Отмывание денег

TE единственный отдел БНД, где сбор и оценка информации происходит внутри одной структурной единицы. Управление также тесно сотрудничает со службами разведки союзных стран.

### Вопросы нераспространения ОМУ, оружия ЯХБ, военной техники (TW)
TW отдел занимается сбором и обработкой информации об Оружии массового поражения и о разрабатывающихся кибер атаках.
Управление также может предоставлять различные услуги в технических и научных областях. Вместе с остальными отделами обеспечивает поддержку Вооруженных сил за рубежом.

### Собственная безопасность (SI)
Отдел занимается поддержанием и обеспечением высоких стандартов секретности внутри БНД. Обязанности SI включают в себя множество пунктов, начиная от персональной безопасности и заканчивая технической и инфраструктурной безопасностью. Главными обязанностями являются предупреждение и предотвращение угроз безопасности.

### Информационные технологии (IT)
Этот отдел является центральным техническим сервисом по обработке данных и обеспечении коммуникаций. Основные обязанности отдела:
- обеспечение внутренней защищенной связи по всему миру;
- составление и реализация специальных IT требований для клиентов;
- разработка технических средств, недоступных в свободной продаже;
- обеспечение безопасной, надежной эксплуатации и поддержки технических систем и процедур;
- создание IT структуры в новой штаб-квартире в Берлине;
- предоставление необходимых процедур и инструментов для анализа собранной информации.

### Центральное управление (ZY)
Это административный отдел. Занимается планированием финансов, поиском и заменой персонала, организацией исследований и т. д. Главная цель отдела — обеспечение эффективной работы всех управлений БНД.

### Отдел внутренних услуг (ID)
Современный отдел, который помогает ZY во всех административных вопросах. Например: закупка оборудования, распределения заработной платы, проведение курсов начальной и расширенной подготовки и т. д. Помимо этого, управление занимается вопросами здоровья(как физического, так и психологического) и безопасности сотрудников БНД.

### Организация переезда BND (UM)
Название отдела говорит само за себя. Однако, он также ответственен за постройку новой штаб-квартиры и демонтажа старой. Благодаря этому управлению все сотрудники всегда могут получить свежие новости, касающиеся нового здания в Берлине, переезде и судьбы старой постройки.

## История организации

### 1955—1968

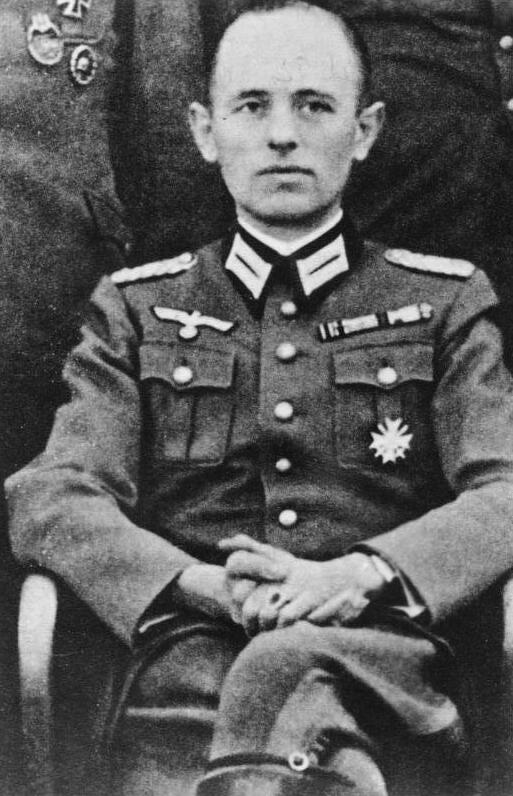
Рейнхард Гелен

На основе постановления Кабинета Министров от 11 июля 1955 года, 1 апреля 1956 года основана Bundesnachrichtendienst (БНД) как Служба внешней разведки Германии. В декабре 1956 Рейнхард Гелен назначен первым президентом БНД. В 1957 году Гелен принимает Святого Георгия как герб организации. В октябре 1963 года был основан Комитет Кабинета по Вопросам Секретной Информации и Безопасности (Kabinettsausschuss für Fragen der geheimen Nachrichtenwesens und Sicherheit) под руководством федерального министра по особым поручениям, доктора Генриха Кроне.

### 1968—1979
В 1968 Герхард Вессель становится преемником Рейнхарда Гелена. В декабре глава ведомства федерального канцлера издаёт указ об «Общих рабочих инструкциях для БНД». С 1969 года, несмотря на неоднократные мысли о переносе штаб-квартиры ближе к федеральному правительству, делается множество инвестиций в расширение штаба в Пуллахе. Строятся новые здания для библиотеки, современных офисных помещений и технических отраслей. Похищение и убийство израильских спортсменов на 20-х Олимпийских летних играх в Мюнхене в 1972 году сильно сказалось на работе организации. Предупреждение действий террористических групп становится одним из её основных направлений. В 1974 году сотрудники БНД впервые избирают «Совет Персонала». В 1978 году вступает в силу Федеральный Акт о Парламентском Контроле над Разведывательной Деятельностью (Gesetz über die parlamentarische Kontrolle nachrichtendienstlicher Tätigkeit des Bundes) . Он регулирует надзор за деятельностью федеральных служб разведки через парламент.

### 1980—1990
В 1979 году д-р Клаус Кинкель становится президентом БНД. В 1981 организация празднует своё 25-летие. Среди приглашенных на торжества были федеральный канцлер Гельмут Шмидт и премьер-министр Баварии Франц-Йозеф Штраус. В своем выступлении федеральный канцлер описывал БНД как «молчаливого помощника федерального правительства».
В 1982 Эберхард Блум сменил доктора Кинкеля на посту президента БНД.
Хериберт Хелленбройх взял на себя должность президента в 1985.
Несколько месяцев спустя, его сменил д-р Ханс-Георг Вик. В 1986 БНД празднует своё 30-летие вместе с федеральным канцлером Гельмутом Колем. В 1988 в Пуллахе возводится новое здание для управлений оценки и анализа. Это рассматривалось как инвестиции в современный информационный центр с глобальными системами связи и работой в режиме 24/7.

### 1990—2000
В 1990 году Конрад Порцнер становится седьмым президентом БНД. Немецкий Бундестаг принимает Федеральный Закон Разведки (Gesetz über den Bundesnachrichtendienst). Он регулирует задачи и полномочия, уделяя особое внимание требованиям к защите данных. С окончанием холодной войны и воссоединения Германии, происходит реструктуризация в отношении основных областей деятельности и организационной структуры. Организованная преступность, распространение оружия и международный терроризм стали областями особого интереса.
В 1996 году БНД перестаёт быть анонимной организацией при президенте Хансйорге Гайгере. Место в Пуллахе становится официально известным как штаб-квартира БНД. В 1997 году БНД проводит свой первый «День открытых дверей» для членов семьи сотрудников, которых допустили в штаб-квартиру. До этого момента такие посещения были под запретом.
28 октября 1999 года в БНД впервые проходит международный симпозиум. Политики, ученые, эксперты и журналисты со всего мира встречаются, чтобы обсудить тему, связанную с внешней политикой и политикой безопасности.

### 2000 — настоящее время
В августе 2001 года БНД основывает отдельное подразделение разведки по вопросам международного терроризма. В апреле 2003 года Федеральное правительство Германии принимает решение о слиянии штаб-квартиры в Пуллахе и различных других подразделений БНД и перемещении их в новую штаб-квартиру в Берлине. В сентябре 2003 года более тысячи сотрудников переехали во временный офис на месте бывших казарм батальона гвардии в Лихтерфельде. Вводится дополнительная должность вице-президента по военным вопросам к составу сотрудников управления БНД.
В 2005 году Эрнст Урлау становится президентом БНД. Выбрано местоположение новой штаб-квартиры в непосредственной близости от Федерального канцлера и Бундестага Германии по адресу Chausseestraße in Berlin-Mitte. В мае 2006 года, БНД празднует своё 50-летие совместно с канцлером Ангелой Меркель. В 2007 году организация постепенно решает задачу централизованной обработки ситуаций для Федерального министерства обороны и Федеральных вооруженных сил. В 2008 году БНД начинает осуществлять самые существенные реформы своей организационной и оперативной структуры в своей истории. Новая структура вступила в силу с 1 января 2009 года.
1 января 2012 Герхард Шиндлер становится одиннадцатым президентом БНД. 26 апреля 2016 года он был отправлен в отставку за два года до пенсии, по официальной версии, в связи с террористическими актами в Париже и Брюсселе. Временным главой БНД назначен сотрудник министерства финансов Бруно Каль (Bruno Kahl).
В июне 2013 года немецкий журнал «Spiegel» опубликовал данные о том, что BND и Федеральная служба защиты конституции Германии осуществляли киберслежку за своими гражданами в интересах США при содействии и непосредственном участии АНБ.

## Руководители с 1956
| Руководители внешней разведки Германии (БНД) |                        |                        |                  |
|                                              | Руководитель           | Вступление в должность | Уход с должности |
| 1                                            | Рейнхард Гелен         | 1 апреля 1956          | 30 апреля 1968   |
| 2                                            | Герхард Вессель        | 1 мая 1968             | 31 декабря 1978  |
| 3                                            | Клаус Кинкель          | 1 января 1979          | 26 декабря 1982  |
| 4                                            | Эберхард Блум          | 27 декабря 1982        | 31 июля 1985     |
| 5                                            | Хериберт Хелленбройх   | 1 августа 1985         | 27 августа 1985  |
| 6                                            | Ханс-Георг Вик         | 4 сентября 1985        | 2 октября 1990   |
| 7                                            | Конрад Порцнер         | 3 октября 1990         | 31 марта 1996    |
| 8                                            | Герхард Гюллих (и. о.) | 1 апреля 1996          | 4 июня 1996      |
| 9                                            | Хансйорг Гейгер        | 4 июня 1996            | 17 декабря 1998  |
| 10                                           | Август Ханнинг         | 17 декабря 1998        | 30 ноября 2005   |
| 11                                           | Эрнст Урлау            | 1 декабря 2005         | 7 декабря 2011   |
| 13                                           | Герхард Шиндлер        | 7 декабря 2011         | 26 апреля 2016   |
| 14                                           | Бруно Каль             | 26 апреля 2016         | в должности      |

## Новая штаб-квартира

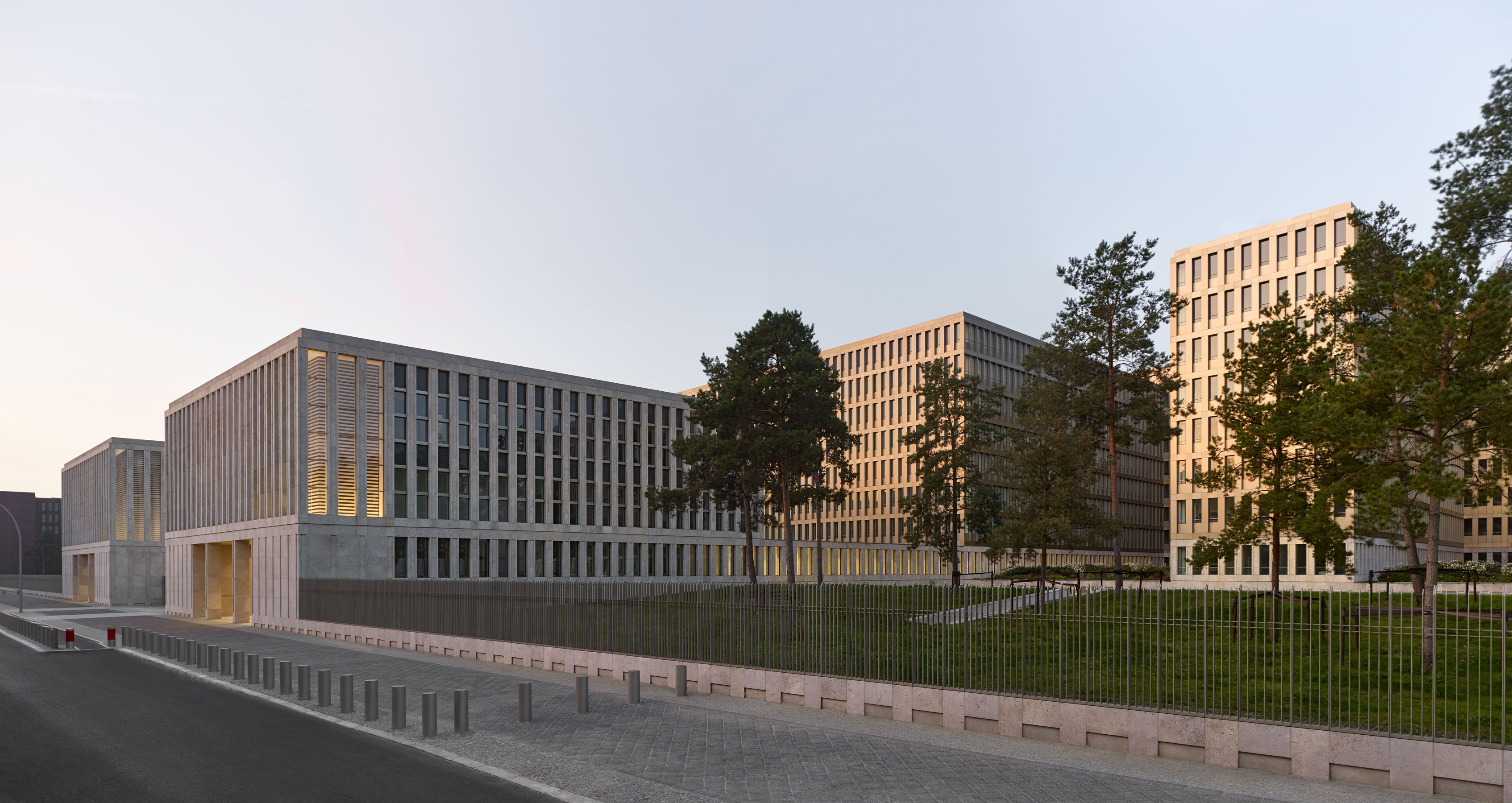
Новая штаб-квартира БНД в Берлине (Chausseestraße, 96)

### Хронология строительства
- Октябрь 2006 — Церемония, посвященная началу строительства нового комплекса.
- Октябрь 2006 — Март 2007 — Возведение забора и строительных лесов на месте строительства.
- Апрель 2007 — Установка канализационного напорного трубопровода на перекрестке Chausseestraße и Wöhlertstraße.
- Октябрь 2007 — Апрель 2008 — Подготовка котлована и возведение забора вокруг строительной площадки.
- 7 Мая 2008 — Укладка первого камня в фундамент нового здания.
- Май 2008 — Начало строительных работ над северной частью здания.
- Ноябрь 2008 — Начало строительных работ над главной частью здания.
- Декабрь 2009 — Завершение возведения голой кирпичной кладки северной части здания.
- Весна 2010 — Завершение возведения голой кирпичной кладки северной части здания.
- 25 Марта 2010 — Церемония завершения возведения одной из частей здания.
- Конец 2010 — Завершение строительства каркаса северной части здания.
- Конец 2011 — Завершение работ по строительству северной части здания.
- Весна 2012 — Начало строительных работ над южной частью здания.
- Конец 2017 года — Завершение строительства и начало эксплуатации здания[3][4]

### Характеристики

#### Площадь и количество мест
- Площадь участка {\displaystyle \approx } 10 гектаров
- Общая занимаемая площадь {\displaystyle \approx } 2 600 000 м² (это примерно равно 35 футбольным полям)
- Используемая площадь {\displaystyle \approx } 100,000 м²
- Кол-во комнат {\displaystyle \approx } 5200
- Кол-во рабочих мест {\displaystyle \approx } 4000

#### Геометрические

##### Главное здание
- {\displaystyle \approx } 150×280 м
- Высота: {\displaystyle \approx } 20 — 30 м

##### Северное здание
- {\displaystyle \approx } 60×190 м
- Высота: {\displaystyle \approx } 20 — 30 м

##### Южное здание
- {\displaystyle \approx } 30×125 м
- Высота: {\displaystyle \approx } 20 м

#### Использованые материалы
- {\displaystyle \approx } 135000 м³ цемента
- {\displaystyle \approx } 20000 тонн стали
- {\displaystyle \approx } 14000 окон
- {\displaystyle \approx } 12000 дверей